# Шрами Дракули
Шрами Дракули (англ. Scars of Dracula) — англійський фільм жахів 1970 року.

## Сюжет
Молодий чоловік Пол Карлсон подорожує по країні і одного разу зупиняється на ніч у замку графа Дракули. Деякий час по тому в цьому містечку з'являється його брат Саймон. Він, разом з дівчиною Сарою, відчайдушно розшукує Пола і незабаром з'ясовує, що його сліди ведуть в замок графа.

## У ролях
| Актор            | Роль                     |
| ---------------- | ------------------------ |
| Крістофер Лі     | Дракула                  |
| Денніс Ватерман  | Саймон Карлсон           |
| Дженні Генлі     | Сара Фрамсен             |
| Крістофер Метьюз | Пол Карлсон              |
| Патрік Тротон    | Клов                     |
| Майкл Гвінн      | священик                 |
| Майкл Ріппер     | домовласник              |
| Венді Гамільтон  | Джулі                    |
| Анушка Гемпель   | Таня                     |
| Делія Ліндсей    | Аліса, дочка бургомістра |
| Боб Тодд         | бургомістр               |
| Токе Таунлі      | візник                   |
| Девід Ліланд     | перший поліцейський      |
| Річард Дерден    | другий поліцейський      |
| Морріс Буш       | фермер                   |
| Марго Бот        | дружина домовласника     |
| Клайв Баррі      | товстий молодий чоловік  |